# Altar (miasto)
Altar – miasto w północnej części meksykańskiego stanu Sonora, siedziba władz gminy Altar. Miasto jest położone około 100 km od Zatoki Kalifornijskiej oraz około 120 km od Nogales leżącym na granicy ze Stanami Zjednoczonymi. W 2005 roku ludność miasta liczyła 7257 mieszkańców. Altar jest uznawane za jedno z najcieplejszych miejsc na ziemi w okresie maj-wrzesień. W tym okresie średnia temperatura oscyluje w granicach 40 °C.